# Amber Brown
Amber Brown (Albuquerque, Nuevo México; 14 de diciembre de 1988) es una artista marcial mixta estadounidense que compite en la división de peso átomo.

## Carrera de artes marciales mixtas
Brown debutó como profesional de MMA contra Ashley Aguirre en el KOTC Final Countdown. Ganó el combate por decisión unánime. Brown también ganó su segunda pelea con KOTC, derrotando a Abby Higginbotham por TKO en la primera ronda en KOTC Curtain Call.
Brown estaba programada para pelear contra Emi Fujino en Pancrase 247, como reemplazo tardío de Monica Lovato, quien tuvo que retirarse tras un accidente automovilístico. Fujino ganó la pelea por una sumisión de cuello en la segunda ronda.
Brown estaba programada para pelear contra Kikuyo Ishikawa en Pancrase 250. Brown ganó la pelea por una sumisión de brazo en el tercer asalto.

### Invicta FC
Para su debut en Invicta FC, Brown estaba programada para luchar contra Liz McCarthy en Invicta FC 9: Honchak vs. Hashi. Ganó el combate por decisión dividida. Estaba programada para luchar contra Catherine Costigan en Invicta FC 13: Cyborg vs Van Duin. Ganó el combate por sumisión en el primer asalto.
Más adelante, combatió contra Shino VanHoose en Invicta FC 15: Cyborg vs Ibragimova. Brown ganó el combate por guillotina en el primer asalto.
Su racha de tres victorias consecutivas le valió a Brown la oportunidad de desafiar a la actual campeona del peso átomo de Invicta, Ayaka Hamasaki, en Invicta FC 16: Hamasaki vs. Brown. Hamasaki ganó el combate por una sumisión armbar en el tercer asalto.
Brown estaba programada para luchar contra Ashley Yoder en Invicta FC 20: Evinger vs. Kunitskaya. Brown perdió la pelea por una sumisión en la segunda ronda. Brown estaba programada para luchar contra Ashley Cummins en Invicta FC 22: Evinger vs. Kunitskaya II. Cummins ganó la pelea por decisión unánime, extendiendo la racha perdedora de Brown a tres peleas.
Brown rompió su racha de derrotas en Invicta FC 26: Maia vs. Niedzwiedz, sometiendo a Tessa Simpson con una armbar, a los 50 segundos de la pelea.
Estaba previsto que Brown luchara contra Alesha Zappitella en Invicta FC 33: Frey vs. Grusander II. Zappitella ganó el combate por decisión unánime.
Brown participó en el torneo de peso paja Invicta Phoenix Series 1. Estaba previsto que se enfrentara a Sharon Jacobsen en cuartos de final, como sustituta de última hora de Mizuki Inoue, que fue retirada de la competición debido a complicaciones en el pesaje. Jacobson ganó el combate por decisión unánime.
Brown tenía programada la revancha con Jacobson en Invicta FC: Phoenix Series 3. Más tarde, Brown se retiró del combate, sin especificarse los motivos.

### Después de Invicta FC
Tras tres años alejada de las MMA, Brown tenía previsto regresar y debutar en la LFA contra Pauline Macias en julio de 2022. Brown se retiró de la pelea después de que su hija enfermara.
Brown estaba programada para luchar contra la veterana Celine Haga el 11 de marzo de 2023 para Fight World MMA. Sin embargo, el día antes del evento, Haga se retiró por enfermedad y el combate fue cancelado.
Brown debutó en la LFA contra Marnic Mann en la LFA 157 el 21 de abril de 2023, perdiendo el combate por decisión unánime.

## Récord en artes marciales mixtas
| Resultado | Récord | Oponente           | Método                      | Evento                                   | Fecha                   | Ronda | Tiempo | Localización |
| --------- | ------ | ------------------ | --------------------------- | ---------------------------------------- | ----------------------- | ----- | ------ | ------------ |
| Victoria  | 7–7    | Marnic Mann        | Decisión (unánime)          | LFA 157                                  | 21 de abril de 2023     | 3     | 5:00   | Prior Lake   |
| Derrota   | 7–6    | Sharon Jacobsen    | Decisión (unánime)          | Invicta Phoenix Series 1                 | 3 de mayo de 2019       | 1     | 5:00   | Kansas City  |
| Derrota   | 7–5    | Alesha Zappitella  | Decisión (unánime)          | Invicta FC 33: Frey vs. Grusander II     | 15 de diciembre de 2018 | 3     | 5:00   | Kansas City  |
| Victoria  | 7–4    | Tessa Simpson      | Sumisión (armbar)           | Invicta FC 26: Maia vs. Niedzwiedz       | 8 de diciembre de 2017  | 1     | 0:50   | Kansas City  |
| Derrota   | 6–4    | Ashley Cummins     | Decisión (unánime)          | Invicta FC 22: Evinger vs. Kunitskaya II | 25 de marzo de 2017     | 3     | 5:00   | Kansas City  |
| Derrota   | 6–3    | Ashley Yoder       | Sumisión (armbar)           | Invicta FC 20: Evinger vs. Kunitskaya    | 18 de noviembre de 2016 | 2     | 2:31   | Kansas City  |
| Derrota   | 6–2    | Ayaka Hamasaki     | Sumisión (armbar)           | Invicta FC 16: Hamasaki vs. Brown        | 11 de marzo de 2016     | 3     | 2:52   | Las Vegas    |
| Victoria  | 6–1    | Shino VanHoose     | Sumisión (guillotine choke) | Invicta FC 15: Cyborg vs. Ibragimova     | 16 de enero de 2016     | 1     | 2:36   | Costa Mesa   |
| Victoria  | 5–1    | Catherine Costigan | Sumisión (rear-naked choke) | Invicta FC 13: Cyborg vs. Van Duin       | 9 de julio de 2015      | 1     | 3:34   | Las Vegas    |
| Victoria  | 4–1    | Liz McCarthy       | Decisión (split)            | Invicta FC 9: Honchak vs. Hashi          | 1 de noviembre de 2014  | 3     | 5:00   | Davenport    |
| Victoria  | 3–1    | Kikuyo Ishikawa    | Sumisión (armbar)           | Pancrase 250                             | 28 de julio de 2013     | 3     | 3:27   | Tokio        |
| Derrota   | 2–1    | Emi Fujino         | Sumisión (neck crank)       | Pancrase 247                             | 19 de mayo de 2013      | 2     | 4:18   | Tokio        |
| Victoria  | 2–0    | Abby Higginbotham  | TKO (puñetazos)             | KOTC Curtain Call                        | 26 de enero de 2013     | 1     | 2:24   | Norman       |
| Victoria  | 1–0    | Ashley Aguirre     | Decisión (unánime)          | KOTC Final Countdown                     | 12 de noviembre de 2012 | 3     | 5:00   | Santa Fe     |